# Kreis Braunfels

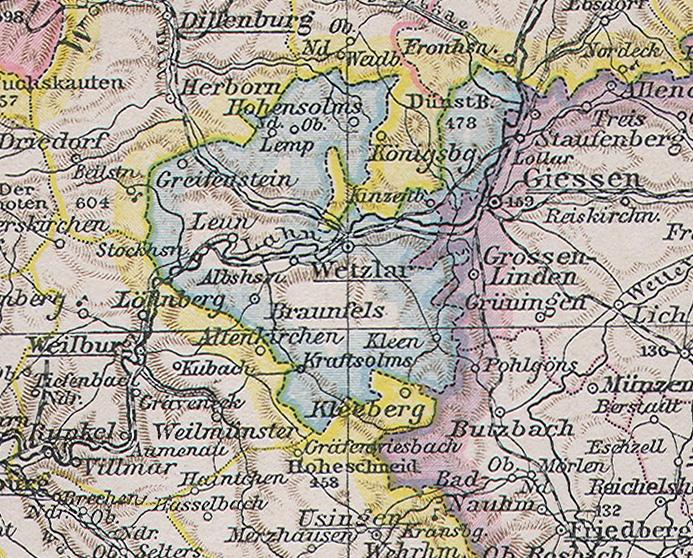
Der Kreis Wetzlar 1905

Der Kreis Braunfels war von 1816 bis 1822 ein Landkreis im Regierungsbezirk Koblenz der preußischen Provinz Großherzogtum Niederrhein. Der Kreissitz war in Braunfels. Das ehemalige Kreisgebiet gehört heute zum Lahn-Dill-Kreis in Hessen.

## Geschichte
Der Kreis Braunfels wurde 1816 aus den Bürgermeistereien Aßlar, Braunfels, Greifenstein, Hohensolms und Schöffengrund gebildet. Das Gebiet gehörte ursprünglich zur Grafschaft Solms-Hohensolms und zum Fürstentum Solms-Braunfels. Mit dem Reichsdeputationshauptschluss 1803 verlor Solms seine Reichsunmittelbarkeit und das Amt wurde Teil von Nassau-Weilburg. Mit der Gründung des Herzogtums Nassau 1806 wurden auch die drei dortigen Ämter Braunfels, Greifenstein und Hohensolms herzoglich-nassauische Ämter. Auf dem Wiener Kongress wurde ein Gebietstausch vereinbart und die drei Ämter wurden 1815 preußisch.
Den Fürsten zu Solms-Braunfels wurden vom preußischen Staat standesherrliche Rechte zugestanden. Im gesamten Königreich Preußen gab es sechzehn standesherrliche Gebiete, im Regierungsbezirk Koblenz hatte neben dem Kreis Braunfels noch der Kreis Neuwied den standesherrlichen Status.
Bereits 1822 wurde der Kreis wieder aufgelöst und in den ebenfalls 1816 gegründeten Nachbarkreis Wetzlar eingegliedert.

## Landräte
- 1816–1820: Stephan Josef Stephan
- 1820–1822: Friedrich Felix Furkel